# Vaszilij Makarovics Suksin
Vaszilij Makarovics Suksin (Василий Макарович Шукшин) (Szrosztki, 1929. július 25. – Moszkva, 1974. október 2.) orosz író, színész, filmrendező.
Művészetének mindhárom területén maradandót alkotott.

## Élete
Gyermekkorát az Altaj-hegység lábánál fekvő szülőfalujában töltötte. Apját, Makar Leontyjevics Suksint – oroszul: Макар Леонтьевич Шукшин (1912–1933), 1933-ban a kollektivizálás elleni szervezkedés vádjával letartóztatták és agyonlőtték. Csak 1956-ban rehabilitálták.
Vaszilijt és nővérét az édesanyjuk egyedül nevelte. Vaszilij a hétosztályos iskola befejezése után az autóipari technikumba iratkozott, de két és fél év után – a család megélhetése miatt – abbahagyta és Szrosztkiban a kolhozban dolgozott. 1946-ban elhagyta faluját. Az 1947–49-es években lakatosként, egy építő-szerelő tröszt vállalatainál dolgozott a kalugai turbinagyár és a vlagyimiri traktorgyár létesítésén. Katonai szolgálatát a flottánál részben teljesítette, mert gyomorfekély miatt leszerelték. Externista diákként kapott érettségi bizonyítványt és orosztanár lett szülőfalujában a „falusi ifjúsági iskolában”.
Jelentkezett a moszkvai egyetem újságíró szakára, majd az irodalmi főiskolára, de egyik helyre sem vették fel. Végül 1954-ben a filmfőiskola rendezői szakán kötött ki. A főiskolán Mihail Romm segítette. Első novellája 1958-ban jelent meg és ebben az évben játszotta első filmszerepét is. 1960-ban szerzett rendezői diplomát, vizsgafilmjének forgatókönyvét is saját maga írta és játszott is benne.
1964-ben vette feleségül Ligyija Fedoszejeva színésznőt, és két lányuk született. Az 1960-as években Suksin rendezőként és íróként egyre ismertebb lett, állami díjat kapott és kitüntették a Munka Vörös Zászló érdemrenddel. Művészete közel állt a népi írók talajosság néven ismert irányzatához.
Pörgő életmódja következtében az 1970-es évek elején többször kórházba került, a Vörös kányafa forgatókönyvét is ott fejezte be. 1974-ben A hazáért harcoltak című film forgatása után, a zárómulatságot követő éjszakán hunyt el szívroham következtében. A film rendezője, Szergej Bondarcsuk ezért kénytelen volt Suksin hangját más színésszel utószinkronizálni.
1976-ban posztumusz Lenin-díjjal tüntették ki.

## Irodalmi művei

### Magyarul
- Kígyóméreg. Elbeszélések; ford. Fazekas László et al.; Európa, Bp., 1972
- Harmadik kakasszóra. Kisregények és elbeszélések; ford. Árvay János et al., vál. Katona Erzsébet; Európa, Bp., 1977 (Európa zsebkönyvek)
- Vörös kányafa. Kisregények és elbeszélések; ford. Árvay János et al., vál. Katona Erzsébet; Európa, Bp., 1980
- Jöttem, hogy szabadságot hozzak; ford. Vihar Judit; Magvető, Bp., 1980 (Világkönyvtár)
- Hajnali eső. Kisregények, elbeszélések; ford. E. Gábor Éva et al., vál. Borcsa János; Európa–Kriterion, Bp.–Bucureşti, 1988 (Horizont könyvek)

## Filmográfia

### Rendezései
| Év   | Cím                   | Magyar cím                    |
| ---- | --------------------- | ----------------------------- |
| 1960 | Из Лебяжьего сообщают | Lebjazséból jelentik          |
| 1964 | Живёт такой парень    | Volt egy ilyen legény         |
| 1965 | Ваш сын и брат        | Szerető fiatok és testvéretek |
| 1969 | Странные люди         | Különös emberek               |
| 1972 | Печки-лавочки         | Terefere                      |
| 1974 | Калина красная        | Vörös kányafa                 |

### Szerepei
| Év      | Cím                         | Magyar cím                     | Rendező            |
| ------- | --------------------------- | ------------------------------ | ------------------ |
| 1958    | Два Фёдора                  | A két Fjodor                   | Marlen Hucijev     |
| 1959    | Золотой эшелон              | Az aranyvonat                  | Ilja Gurin         |
| 1960    | Простая история             | Egyszerű történet              | Jurij Jegorov      |
| 1960    | Из Лебяжьего сообщают       | Lebjazséból jelentik           | saját              |
| 1961    | Командировка                | Kiküldetés                     | Jurij Jegorov      |
| 1961    | Аленка                      | Aljonka                        | Borisz Barnet      |
| 1961    | Когда деревья были большими | Amikor a fák még nagyok voltak | Lev Kulidzsanov    |
| 1961    | Мишка, Серега и я           | Miska, Szerjózsa és én         | J. Pobedonoszcev   |
| 1962    | Мы, двое мужчин             | Mi ketten, férfiak             | Jurij Liszenko     |
| 1964    | Живет такой парень          | Volt egy ilyen legény          | saját              |
| 1964    | Какое оно, море?            | Milyen lehet a tenger?         | E. Bocsarov        |
| 1967    | Журналист                   | Az újságíró                    | Szergej Geraszimov |
| 1968    | Мужской разговор            | Férfibeszélgetés               | Igor Satrov        |
| 1968    | Три дня Виктора Чернышева   | Viktor Csernyisov három napja  | Mark Oszepjan      |
| 1969    | У озера                     | A tónál                        | Szergej Geraszimov |
| 1970    | Любовь Яровая               | Ljubov Jarovaja                | Vlagyimir Fetyin   |
| 1970-71 | Освобождение                | Felszabadítás                  | Jurij Ozerov       |
| 1970    |                             | Kapaszkodj a fellegekbe        | Szász Péter        |
| 1971    | Даурия                      | Daurija                        | Viktor Tregubovics |
| 1972    | Печки-лавочки               | Terefere                       | saját              |
| 1974    | Если хочешь быть счастливым | Ha boldog akarsz lenni         | Nyikolaj Gubenko   |
| 1974    | Калина красная              | Vörös kányafa                  | saját              |
| 1974    | Прошу слова                 | Szót kérek                     | Gleb Panfilov      |
| 1974    | Они сражались за Родину     | A hazáért harcoltak            | Szergej Bondarcsuk |